# پیتر چلکوفسکی

پیتر چلکوفسکی

پیتر ج. چلکوفسکی (به انگلیسی: Peter J. Chlkowski) – درگذشته ۱۰ ژوئیهٔ ۲۰۲۴) ایران‌شناسِ آمریکاییِ لهستانی‌تبار است که استادِ مطالعاتِ خاورمیانه، شرق‌شناسی و اسلام‌شناسی در گروهِ مطالعاتِ اسلامی و خاورمیانهٔ دانشگاهِ نیویورک بود.

## سابقه تحصیلی
او مدرک لیسانس خود را در سال ۱۹۵۸ در رشته واژه شناسی شرقی از دانشگاه جگیلونیان شهر کراکوف لهستان دریافت کرد. در سال ۱۹۵۹ به لندن رفت و در سال ۱۹۶۲ در مقطع فوق لیسانس در رشته تاریخ خاورمیانه اسلامی از مدرسه مطالعات شرقی و آفریقایی (Soas) فارغ‌التحصیل شد.

## منتخب آثار
کتاب‌ها:
- Mirror of the Invisible World (New York: Metropolitan Museum of Art, 1975)
- Ta`ziyeh: Ritual and Drama in Iran (New York: NYU Press, 1979)
- Studies in Art and Literature of the Near East in Honor of Richard Ettinghausen ed. (Salt Lake City: University of Utah Press, 1974)
- Staging A Revolution: The Art of Persuasion in the Islamic Republic of Iran, co-authored with H. Dabashi, (London: Booth-Clilborn Editions, 1999)
- "Community Process and the Performance of Muharram Observances in Trinidad" co-authored with F. Korom, The Drama Review, vol.38 (2), Summer, 1994
- "Islam in Modern Drama and Theatre," Die Welt des Islam, Leiden, 1984
- "Narrative Painting and Painting Recitation," Muqarnas, Leiden, 1989

مقالات
- تعزیه، نیایش و نمایش در ایران، ترجمه داوود حاتمی، تهران: علمی و فرهنگی، ۱۳۶۷، هشت + ۴۱۰ ص
- نظامی: نمایشنامه نویس چیره‌دست، مترجم مریم خوزان، نشر دانش، آذر و دی ۱۳۶۸، شماره ۵۵، ۱۶ – ۲۲
- (به همراه ویلم فلور) هنر و هنرمندان در ایران دوره قاجار، ترجمه مریم اختیار، یعقوب آزند، تهران: ایل شاهسون بغدادی، ۱۳۸۱، چهار+ ۱۵۴ص. مصور
- حمایتگر و پرهیزکار: هنرهای عامیانه، ترجمه آزاده فرامرزیها، ساسان قاسمی، صحنه، شماره ۳۶، ۳۷، آذر و دی ۱۳۸۵، ص ۱۵ – ۱۸.
- از صحرای آفتاب سوخته ایران تا سواحل ترینیداد: سفر (اشاعه) تعزیه از آسیا تا منطقه کارائیب